# Церква Преображення Господнього (Ренів)
Церква Преображення Господнього в Ренові — парафія і храм греко-католицької громади Залозецького деканату Тернопільсько-Зборівської архієпархії Української греко-католицької церкви в селі Ренів Тернопільського району Тернопільської области.

## Історія церкви
Приблизно у 1800 році в селі Ренів було утворено парафію, а храм збудували у 1899 році за кошти місцевих жителів. Освячення храму здійснив Галицький митрополит Юліан Сас-Куїловський. Від початку свого існування парафія належала до УГКЦ.
З березня 1946 року до 1990 року храм був недіючим, але з 1990 року парафія і церква знову повернулися в лоно УГКЦ. Остання єпископська візитація відбулася у 2009 році, її провів владика Василій Семенюк.
На території парафії діють: братство Матері Божої Неустанної Помочі, братство «Великої обітниці» та Марійська дружина.

## Парохи
- о. Роман Біль (1990—1997),
- о. Володимир Заболотний (1997—2007),
- о. Віталій Деркач (адміністратор з 6 вересня 2007).